# Baltasar Leijonsten
Baltasar Leijonsten, tidigare Struve, född 1620 i Jönköping, död 1694, var adelsman, kommissarie och senare assessor i Göta hovrätt.

## Biografi
Baltasar Leijonsten föddes 1620 i Jönköping. Han var son till son till faktorn och gästgivaren Hans Struve. Leijonsten blev 1639 kammarskrivare i drottning Maria Eleonras hovkammare, 1641 fältkassör vid svenska armén i Tyskland och fick avsked 1651. Han blev 1655 kommissarie vid armén i polska krigets början och 1657 proviantmästare i Pommern. Leijonsten blev 1657 kommissarie över Kiel och Eutin, 1658 krigskommissarie vid svenska armen i Holstein och 30 mars 1669 överkommarissarie vid fästningarna och garnisonerna i Västergötland, Bohuslän, Skåne, Halland och Blekinge. Han adlades 24 september 1674 till Leijonsten och introducerades 1675 i Sveriges Riddarhus som nummer 863. Leijonsten blev 25 juni 1676 assessor i Göta hovrätt, reducerad 12 februari 1679 och 23 maj 1683 åter assessor i hovrätten. Han avled 1694 och begravdes 23 augusti 1695 i Hakarps kyrka.

### Familj
Leijonsten gifte sig första gången med Emerentia Debora von den Bööken. De fick tillsammans barnen överstelöjtnanten Carl Ludolf Leijonsten (1650–1727) vid Östgöta infanteriregemente, Mätta Leijonsten (död 1703), löjtnanten Baltzar Leijonsten (död 1703) vid Östgöta infanteriregemente, kaptenen Otto Christoffer Leijonsten (död 1704) vid Kronobergs regemente, kaptenen Göran Vilhelm Leijonsten (död 1729) vid amiralitetet, Filip Leijonsten (död 1710), Susanna Eleonora Leijonsten (död 1743) som var gift med kommandanten Christian Fuchs, Emerentia Debora Leijonsten som var gift med kaptenen Kagg, Anna Sofia Leijonsten som var gift med häradshövdingen David Rosenholm och Maria Elisabet Leijonsten (död 1747).
Leijonsten gifte sig andra gången med Sara Sofia Pohlman. De fick tillsammans majoren Baltzar Lorentz Leijonsten.
Leijonsten gifte sig tredje gång 30 september 1676 i Hults socken med Anna Barbara Lillieberg (död 1687). De fick tillsammans barnen Christer Leijonsten (1680–1729), Henrik Christian Leijonsten (född 1684), Catharina Debora Leijonsten (död 1731) som var gift med kyrkoherden Severin Risberg i Åsums församling, Dorotea Leijonsten (död 1695) och kaptenen Benjamin Henrik Leijonsten (född 1687).